# Gerd Spittler
Gerd Spittler (* 4. April 1939 in Donaueschingen) ist ein deutscher Ethnologe und Afrikawissenschaftler. Er hatte von 1988 bis 2004 den Lehrstuhl für Ethnologie an der Universität Bayreuth inne.

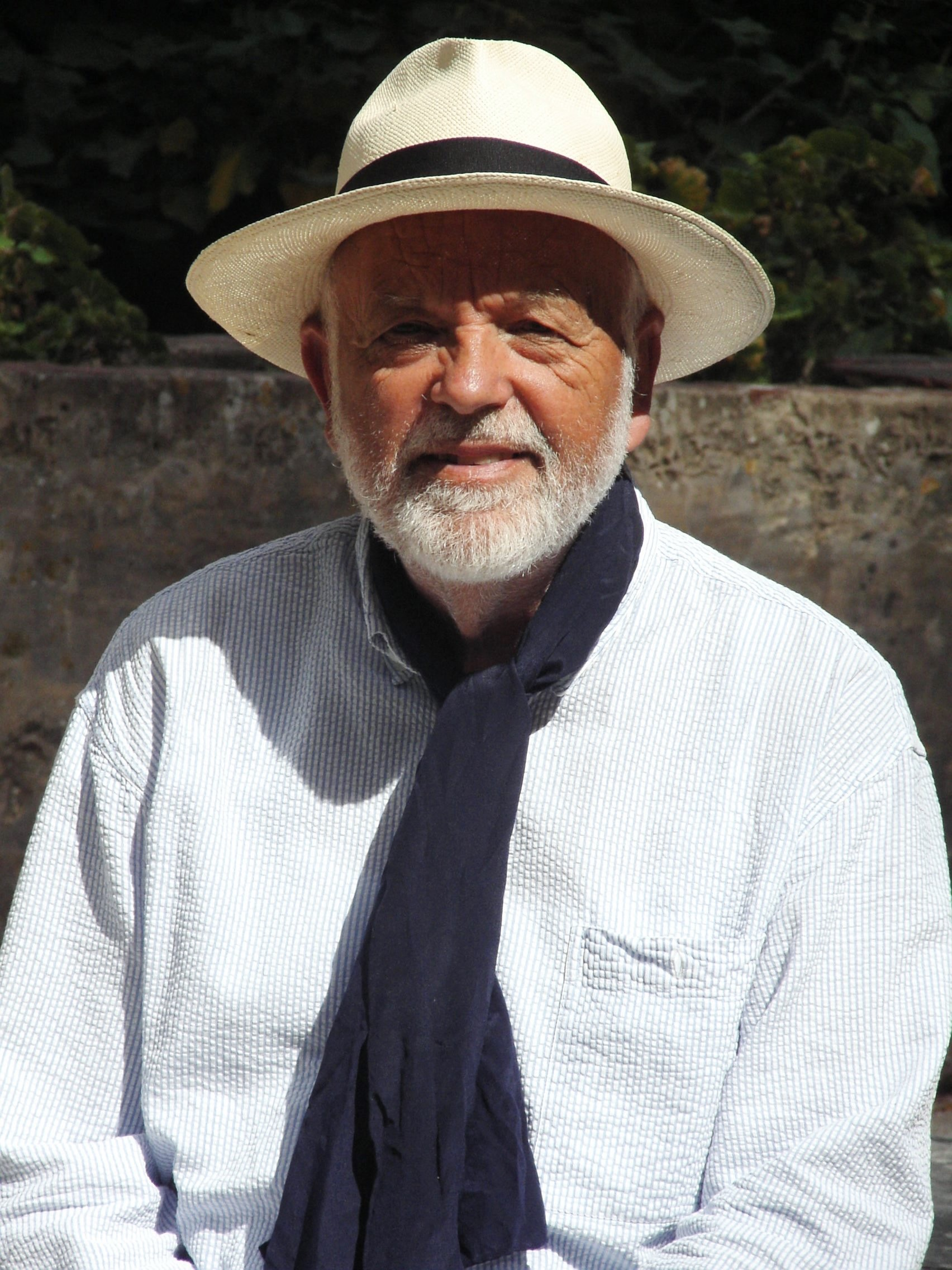
Gerd Spittler, 2005

Bekannt wurde Spittler durch seine Beteiligung am Aufbau des Afrikaschwerpunktes an der Universität Bayreuth sowie durch seine Forschungen zu den Tuareg-Nomaden. Während er sich in seinen frühen Jahren als Soziologe noch auf den Bereich „Macht und Herrschaft“ konzentriert hat, legte er im Rahmen seiner Professur in Bayreuth als Ethnologe das Hauptaugenmerk schließlich auf andere Themenschwerpunkte: die Ethnologie der Arbeit, die Ethnologie materieller Bedürfnisse, lokales Handeln im globalen Kontext sowie die Methodik der Forschung. Zu diesen Themengebieten hat er mehrere Aufsätze und Bücher verfasst und herausgegeben.

## Leben
Gerd Spittler ist in Donaueschingen aufgewachsen und legte 1958 am Fürstenberg-Gymnasium sein Abitur ab. Von 1959 bis 1966 studierte er Soziologie, Ethnologie, Volkswirtschaft und Geschichte an den Universitäten Heidelberg, Hamburg, Bordeaux, Basel und Freiburg. 1966 promovierte er an der Universität Freiburg im Breisgau. Seine Dissertation „Norm und Sanktion“ aus dem Jahre 1967 umfasst zwei empirische Forschungsvorhaben zum Thema Sanktionsmechanismus. Während die erste Untersuchung in einer Restaurantküche durchgeführt wurde, in der er nebenbei arbeitete, beruht die zweite Untersuchung auf seinen Erfahrungen in einer psychosomatischen Klinik, in der er als Protokollant in einer Analysegruppe und an den meisten Klinikveranstaltungen teilnahm.
Von 1968 bis 1975 arbeitete er als wissenschaftlicher Assistent am Institut für Soziologie der Universität Freiburg. 1975/76 übernahm er eine Lehrstuhlvertretung für das Fach Soziologie an der Universität Heidelberg. 1977 kehrte er schließlich als Universitätsdozent an die Freiburger Universität zurück. Hier lehrte er von 1980 bis 1988 als Professor für Soziologie. 1967 reiste er das erste Mal zu den Hausa von Gobir. Daraus entstand seine Habilitationsschrift ("Herrschaft über Bauern" (1978)). Zu Forschungszwecken reiste er außerdem in den Niger, um dort die Kel Ewey von Timia zu untersuchen. Seine Bücher „Dürren, Krieg und Hungerkrisen bei den Kel Ewey 1980–1985“ und „Handeln in einer Hungerkrise“ stammen aus Forschungen in dieser Region. 1984 hielt er das erste Mal im Zuge einer einmonatigen Gastprofessur einige Vorträge in der Universität Niamey (Niger).
Von 1988 bis zu seiner Emeritierung im Jahr 2004 hatte er den ersten Lehrstuhl für Ethnologie an der Universität Bayreuth inne. Während seiner Zeit in Bayreuth war Spittler von 1990 bis 1999 Sprecher des Graduiertenkollegs „Interkulturelle Beziehungen in Afrika“. Von 1994 bis 1999 war er Geschäftsführer des „Instituts für Afrika-Studien“, welches die Afrika-bezogene Forschung und Lehre an der Universität Bayreuth koordiniert und sowohl die Kooperation mit afrikanischen Universitäten und Forschungseinrichtungen als auch mit nationalen und internationalen Afrika-Instituten fördert. 1996/1997 übernahm er die Tätigkeit des Dekans der kulturwissenschaftlichen Fakultät, an der er von 2000 bis 2004 auch als Sprecher des kulturwissenschaftlichen Forschungskollegs „Lokales Handeln in Afrika im Kontext globaler Einflüsse“ tätig war. Von 1999 bis 2000 war er Fellow am Wissenschaftskolleg zu Berlin (1999/2000) und von 2017 bis 2018 am Institut d'Études Avancées (Nantes).
Seit 2002 ist er außerdem Vorsitzender des Wissenschaftlichen Beirats von „Point Sud. Centre de Recherche sur le Savoir Local“ in Bamako, Mali. Das Projekt unterstützt die individuelle Feldforschung, fördert die Kooperation von Wissenschaftlern unterschiedlicher Herkunft durch gemeinsame Seminare und Forschungskolloquien und vergibt Stipendien an afrikanische Nachwuchswissenschaftler.
In den Jahren nach seiner Pensionierung lehrte Spittler unter anderem an den Universitäten in Basel, Bayreuth und Niamey (Niger) sowie in Sousse (Tunesien) und Wien. Von 2004 bis 2007 war er außerdem Mitglied des Wissenschaftlichen Beirats des Zentrums Moderner Orient in Berlin. Vom Oktober 2006 bis Februar 2007 forschte er als Gastwissenschaftler am Wissenschaftszentrum Berlin (WZB). Die Deutsche Gesellschaft für Völkerkunde (DGV; seit 2017 Deutsche Gesellschaft für Sozial- und Kulturanthropologie, DGSKA) ernannte Spittler 2007 zum Ehrenmitglied.

## Forschungsgebiete
Spittler begann seine Forschungen mit rechtssoziologischen/rechtsethnologischen Fragestellungen, bevor er vor allem Bauerngesellschaften untersuchte. Hier stand stets die Beziehung zwischen Bauern und Staat im Zentrum des Interesses. Es folgten Forschungen mit dem Schwerpunkt Westafrika über Nomaden unter anderem zu den Themen Dürren und Hungerkrisen, Hirtenarbeit, Karawanen, materielle Kultur, Bedürfnisse und Konsum. Dieser Bereich umfasst sechs Jahre Feldforschung bei Tuareg und Hausa in Niger, Nigeria und Algerien.
Als Professor für Ethnologie in Bayreuth konzentrierte er sich thematisch auf vier Bereiche: Arbeit, materielle Bedürfnisse, lokales Handeln im globalen Kontext, Forschungsreisen und Methoden der Ethnologie. Neben allgemeinen Reflexionen zur Anthropologie der Arbeit, einem Thema, das in der Ethnologie bisher stark vernachlässigt wurde, hat Spittler in seinen eigenen Forschungen vor allem die Hirten- und Bauernarbeit untersucht. Im Rahmen des Sonderforschungsbereichs „Identität in Afrika“ und des Graduiertenkollegs „Interkulturelle Beziehungen in Afrika“ beschäftigte er sich unter anderem mit den Arbeitsbedingungen von Bauern, Nomaden, Sklaven und Handwerkern.
Spittlers zweiter Schwerpunkt behandelte materielle Bedürfnisse, Konsum und materielle Kultur. Dies geschah hauptsächlich in dem Projekt des SFB/FK 560 „Lokales Handeln in Afrika im Kontext globaler Einflüsse“, das seit 2000 besteht. Hier geht es um einen Vergleich von traditionellen Nahrungsmitteln und Gütern und modernen, importierten Konsumgütern. Drei westafrikanische Dörfer (Hausa, Kasena, Tuareg) und die jeweiligen Haushaltsinventare werden untersucht und mit deutschen Haushalten verglichen. Bei der Vorbereitung und Realisierung dieses Projekts behandelte man vor allem Fragestellungen der Globalisierung, des lokalen Handelns, lokaler Vitalität und Aneignung.

## Veröffentlichungen
Schon in seiner Zeit als Soziologe veröffentlichte Spittler Werke, die auf ein ethnologisches Interesse schließen ließen. So behandelten schon seine frühen Bücher „Herrschaft über Bauern. Die Ausbreitung staatlicher Herrschaft und einer islamisch-urbanen Kultur in Gobir (Niger)“ aus dem Jahr 1978 oder „Verwaltung in einem afrikanischen Bauernstaat“ (1981) eher ethnologische Themenbereiche und ließen den Weg erahnen, den der Professor im Laufe der Jahre einschlagen würde. Insgesamt hat Spittler über acht Monographien verfasst, fünf Werke herausgegeben und über 80 Aufsätze veröffentlicht. Auch nach seiner Pensionierung ist Spittler weiterhin publizistisch tätig.
Monographien
- Norm und Sanktion. Untersuchungen zum Sanktionsmechanismus. Walter, Olten 1967.
- Herrschaft über Bauern. Die Ausbreitung staatlicher Herrschaft über eine islamisch-urbanen Kultur in Gobir (Niger). Campus, Frankfurt 1978.
- Verwaltung in einem afrikanischen Bauernstaat. Das koloniale Französisch-Westafrika 1919–1939. Steiner, Wiesbaden 1982.
- Founders of the Anthropology of Work. German Social Scientists of the 19th and Early 20th Centuries. Lit, Berlin 2008.
- Anthropologie der Arbeit. Ein ethnographischer Vergleich. Springer Fachmedien, Wiesbaden 2016, ISBN 978-3-658-10433-7.
- Leben mit wenigen Dingen. Der Umgang der Kel Ewey Tuareg mit ihren Requisiten. Mohr siebeck, Tübingen 2023, ISBN 978-3-16-161844-4.

Herausgeberschaft
- mit Mamadou Diawara und Farias Paulo: Heinrich Barth et l’Afrique. Köppe, Köln 2006
- mit Peter Probst: Between Resistance and Expansion. Explorations of Local Vitality in Africa (= Beiträge zur Afrikaforschung, 18). Lit, Münster 2004.
- mit Hélène d’Almeida-Topor und Monique Lakroum: Le Travail en Afrique Noire. Représentations et pratiques à l’époque contemporaine. Karthala, Paris 2003.

Aufsätze (Auswahl)
- Work – Transformation of Objects or Interaction with Subjects? In: Brigitta Benzing, Bernd Herrmann (Hrsg.): Exploitation and Overexploitation in Societies Past and Present. Münster / Hamburg 2003, S. 327–338.
- Savoir local et vitalité locale dans le contexte global. In: Mamadou Diawara (Hrsg.): L’interface entre les savoirs des paysans et le savoir universel. Bamako und Paris: Le Figuier (Bamako) und Présence Africaine, (Paris), 2003 S. 34–55.
- Administrative Despotism in Peasant Societies. In: Bill Jenkins, Edward C. Page (Hrsg.): The Foundations of Bureaucracy in Economic and Social Thought. Elgar, Cheltenham 2004, Vol. I, S. 339–350.
- Wissenschaft auf Reisen. Dichte Teilnahme und wissenschaftlicher Habitus bei Heinrich Barths Feldforschung in Afrika. In: Gabriele Cappai (Hrsg.): Forschen unter Bedingungen kultureller Fremdheit. Verlag für Sozialwissenschaften, Wiesbaden 2008, S. 41–67.
- Caravaneers, Shopkeepers and Consumers – the Appropriation of Goods among the Kel Ewey Tuareg in Niger. In: Hans Peter Hahn (Hrsg.): Consumption in Africa. Anthropological Approaches. Lit, Berlin 2008, S. 147–172.
- mit Hans Peter Hahn und Markus Vern: How Many Things Does Man Need? Material Possessions and Consumption in Three West African Villages (Hausa, Kasena and Tuareg) Compared to German Students. In: Hans Peter Hahn (Hrsg.): Consumption in Africa. Anthropological Approaches. Lit, Berlin 2008, S. 173–200.
- Art. Arbeit. In: Bohlken Eike, Christian Thies (Hrsg.): Handbuch Anthropologie. Der Mensch zwischen Natur, Kultur und Technik. Metzler, München/Weimar 2009, S. 300–304.
- Beginnings of the Anthropology of Work: Nineteenth Century Social Scientists and their Influence on Ethnography. In: Jürgen Kocka (Hrsg.): Work in a Modern Society: The German Experience in European-American Perspective. Berghahn, Oxford 2009, S. 37–53.
- Herrschaft in Gobir – sakrales Königtum oder Despotie? In: Katharina Inhetveen, Georg Klute (Hrsg.): Begegnungen und Auseinandersetzungen. Festschrift für Trutz von Trotha. Rüdiger Köppe, Köln 2009, S. 210–232.
- Contesting The Great Transformation: Work in Comparative Perspective. In: Christopher Hann, Keith Harth (Hrsg.): Market and Society: The Great Transformation Today. Cambridge University Press, Cambridge 2009, S. 160–174.
- Mein Weg von der Soziologie zur Ethnologie. In: Paideuma. /Vol. 69, 2023, S. 7–33.